# Koszmosz–343
A Koszmosz–343 (oroszul: Космос–343) szovjet Sztrela–1M típusú katonai távközlési műhold volt.

## Küldetés
A hadsereg és a kormányzat folyamatos kommunikációját (adás-vétel) segítette elő a műholdakkal összeköttetésben lévő földi, légi és tengeri rendszerekkel.

## Jellemzői
Tervezte és építését ellenőrizte a KB (oroszul: Конструкторское бюро (КБ) прикладной механики). Üzemeltetője a moszkvai MO (Министерство обороны) minisztérium.
1970. április 25-én a Pleszeck űrrepülőtér indítóállomásról egy Koszmosz–3M (11K65M) juttatták alacsony Föld körüli távoli pályára. Az orbitális egység pályája 114,2perces, 74 fokos hajlásszögű, elliptikus pálya-perigeuma 1375 kilométer, apogeuma 1470 kilométer volt. Hasznos tömege 40 kilogramm.
A Koszmosz–342 programját folytatta. A sorozat felépítését, szerkezetét, alapvető fedélzeti rendszereit tekintve egységesített, szabványosított űreszköz. Alakja hengeres gömb, tömege 61 kilogramm, átmérője 0,8, magassága 0,75 méter. Áramforrása radioizotópos áramforrás, felületét napelemek borították. A vegyes áramellátás több évre meghatározta szolgálati idejét. Pályasíkjának meghatározásánál különleges gondot fordítottak az ionoszféra sugárzási zónájának elkerülésére.
Egyszerre nyolc műholdat – Koszmosz–336, Koszmosz–337, Koszmosz–338, Koszmosz–339, Koszmosz–340, Koszmosz–341, Koszmosz–342, Koszmosz–343 – egyetlen hordozórakétával juttattak pályára. A rendszer összefüggően képes volt a Szovjetunió és távolabbi adó-vevő állomásainak kommunikációs összekapcsolására.
Szolgálati ideje ismeretlen. 2011. január 1-jén még mérték pályaadatait.